# Barnabotti

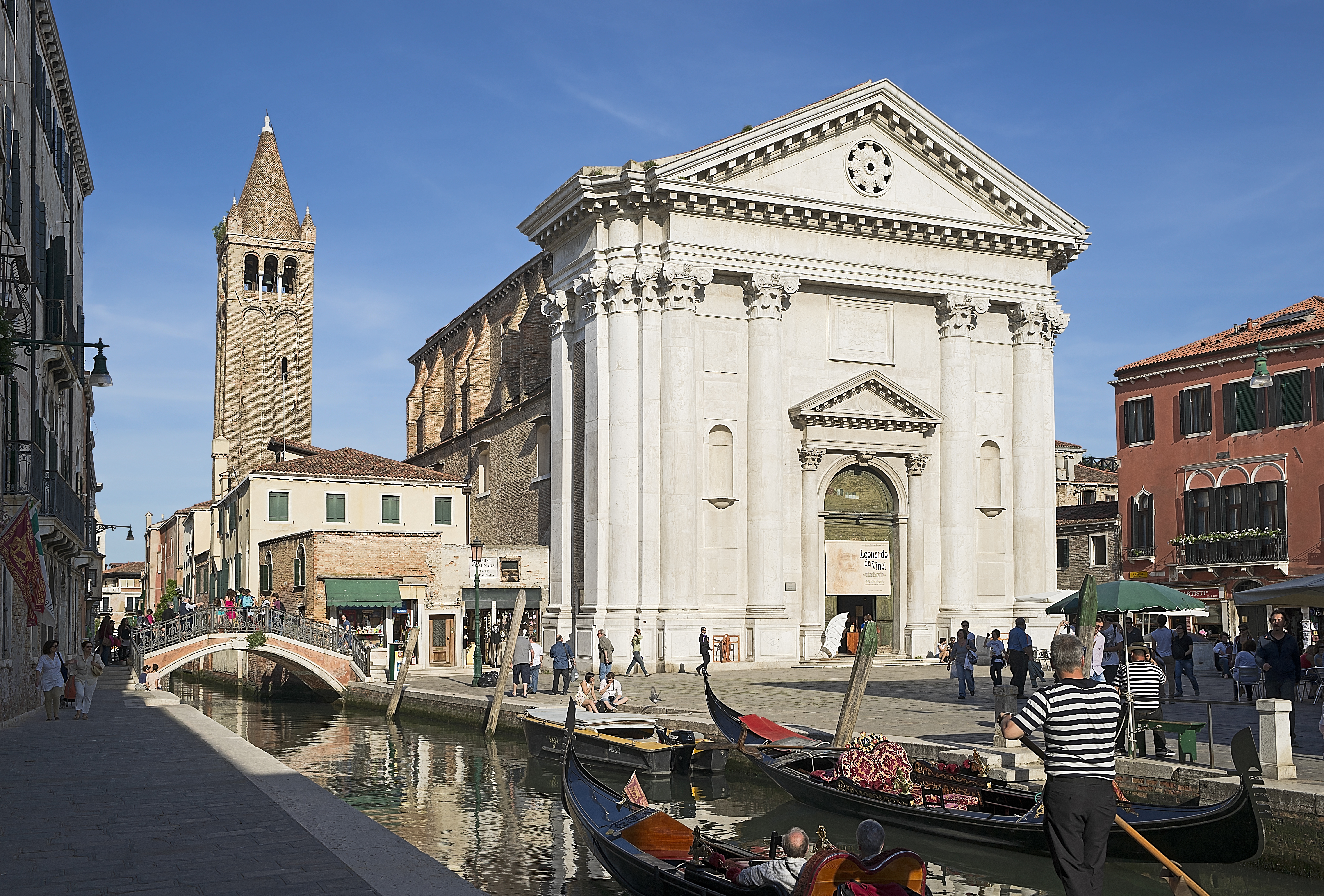
Iglesia y Campo San Barnabé

Los Barnabotti fueron una clase de nobleza empobrecida en la República de Venecia hacia el final del período republicano. El término deriva del hecho que el grupo se reunió y vivió en la zona del Campo San Barnabé. La presencia de estos nobles en esta zona está atestiguada por topónimos como Casìn dei Nobili, utilizado para describir ciertas casas de juego. La zona de Campo San Barnabé, distante del centro de la ciudad, atraía rentas más bajas.  
El término Barnabotti se refiere a aquellos patricios que, aunque habiendo perdido gran parte de su fortuna, continuaron por ley manteniendo su asiento en el Gran Concilio de Venecia, la asamblea que gobernaba la ciudad y el estado veneciano. Aunque mantuvieron una posición de influencia política, debido a su empobrecimiento, los Barnabotti como grupo estaban frecuentemente involucrados en disputas con el resto de la nobleza. Sin embargo, su falta de medios significaba que eran susceptibles a la compra de votos. Fueron excluidos de los intercambios comerciales y, por lo tanto, recibieron una pequeña asignación del estado.
Durante el siglo XVII, se hicieron esfuerzos para mejorar su bienestar, estableciendo una escuela en 1617 para la educación especial de los niños, la Accademia della Giudecca. Sin embargo, el número de nobles pobres aumentó con la pérdida de la isla de Creta y la migración de sus nobles a la ciudad de Venecia.
Después de la plaga de 1630-1631, el número de nobles comenzó a disminuir drásticamente. Un informante comentó a fines del siglo XVII que solo había catorce o quince hombres capaces de servir como Savio Grande. La necesidad de reclutar nobles se utilizó para justificar la concesión de la membresía en el Gran Consejo a los mecenas ricos. Entre 1645 y 1718, se confirió la nobleza a 127 personas, cada una de las cuales pagó 100.000 ducados y fueron recomendadas personalmente por el Colegio. Sin embargo, esto no logró reducir la caída numérica. La membresía pasó de alrededor de 2500 miembros a mediados del siglo XVI a 1660 después de la plaga, y en 1775 se redujo a 1300. Entre los varones venecianos adultos en 1520, alrededor del 6,4 por ciento eran nobles. En 1797, este número se redujo al 3,2 %.